# Фицджеральд, Джон, 18-й граф Килдэр
Джон Фицджеральд (англ. John FitzGerald, 18th Earl of Kildare; 1661 — 9 ноября 1707) — ирландский аристократ, 18-й граф Килдэр (1664—1707), 4-й барон Оффали (1664—1707), пэр Ирландии. С 1661 по 1664 год носил титул учтивости — лорд Оффали.

## Биография
Единственный сын Вентворта Фицджеральда, 17-о графа Килдэра (1634—1664), и леди Элизабет Холлс, второй дочери Джона Холлса, 2-го графа Клэр (1595—1665), и Элизабет де Вер (1608—1683).
5 марта 1664 года после смерти своего отца Джон Фицджеральд стал 18-м графом Килдэр и 4-м бароном Оффали, унаследовав замки и поместья графов Килдэр в Ирландии.
В 1694—1695 годах Джон Фицджеральд был депутатом Палаты общин Англии от города Трегони.

## Браки
18-й граф Килдэр был дважды женат. Его первой женой стала достопочтенная Мэри О’Брайен (7 мая 1662 — 24 ноября 1683), дочь Генри О’Брайена, лорда О’Брайена (ум. 1678), и Кэтрин Стюарт, баронессы Клифтон (1640—1702). У супругов был один ребенок:
- Генри Фицджеральд, лорд Оффали (июнь 1683 — 18 февраля 1684)[1], умерший в детстве.

В ноябре 1683 года Мэри умерла в возрасте 21 года. Вскоре Джон Фицджеральд вторично женился на леди Элизабет Джонс (ок. 1665 — 10 апреля 1758), дочери Ричарда Джонса, 1-го графа Ренела. Брак состоялся 12 июня 1684 года. В этом браке детей не было.
Джон Фицджеральд, 18-й граф Килдэр, скончался в ноябре 1707 года. Графский титул унаследовал его двоюродный брат, Роберт Фицджеральд, ставший 19-м графом Килдэр. Леди Элизабет, графиня Килдэр, скончалась в апреле 1758 года.